# Бесос
Бесос (кат. Besòs) — річка в  Каталонії, Іспанія. Починається в Піренеях і впадає в Середземне море біля  Барселони.
Річка протікає через Лас-Франкезас-дал-Бальєс, Канубеляс, Ґранульєс, Монмало, Мульєт-дал-Бальєс, Монказа-і-Рашяк, Санта-Кулома-да-Ґраманет,  Барселону.
У вересні 1962 року західні притоки Бесосу, разом із річкою Льобрегат, вийшли з берегів внаслідок сильної грози (холодного фронту), викликавши катастрофічний потоп у Вальєс-Оксіденталь, частково — у Вальєс-Орієнталь і Барселонесі. Загинуло щонайменше 617 осіб за офіційними даними (до тисячі згідно інших оцінок) .
У XX ст., особливо в 1970–1980-х роках, остання частина річки в міській зоні Барселони і її передмість стала однією з найзабрудненіших у Європі через інтенсивну індустріалізацію. Однак із середини 1990-х почалася масштабна екологічна реабілітація: в 1995 році муніципалітети Барселони, Монткади i Рейшака, Санта-Колома-де-Граманет та Сант-Адріа-де-Бесòs за підтримки Європейського Союзу і консорціуму Consorci per a la Defensa de la Conca del riu Besòs запустили програму очищення річки.
| Іспанія | Це незавершена стаття з географії Іспанії. Ви можете допомогти проєкту, виправивши або дописавши її. |